# Сади, Саид
Саид Сади (Кабильский: «'Saεid Seεdi»') (родился 26 августа 1947 года в Aghrib, ныне Тизи-Узу) — алжирский политик и президент объединения за культуру и демократию.
Сади основал Объединение за культуру и демократию в 1989 году на основе секуляризма и плюрализм. Партия выступает в качестве Либеральной партии, поддерживающей права Кабилы/кабилов.
Он был кандидатом в 1995 президентских выборов и получил 9 % голосов. Он бойкотировал президентские выборы 1999 года, но участвовал в президентских выборах 2004 года, получив 1,9 % голосов.
Сади объявил на 15 января 2009 году, что его партия не будет участвовать в апреле 2009 года на президентских выборах, которые он охарактеризовал как «жалкий и опасный цирк», сказав, что для участия «будет равносильно соучастию в операции национального унижения».